# Нові пригоди в країні Оз

## Про фільм
Нові пригоди в країні Оз — канадський анімаційний фільм 2018 року. Режисер Шон Патрік О'Рейлі; він же сценарист. Продюсери Шон Патрік і Мішель О'Рейлі. Тривалість:1 год. 22 хв. Прем'єра в Україні відбулася 10 грудня 2020 року.

## Озвучували
- Ешлі Болл
- Вільям Шетнер
- Рон Перлман
- Джуліанн Гаф
- Скотт Макнейл
- Ден Пайн

## Стислий зміст
Країна Оз назавжди змінилася при правлінні Залізного лісоруба. Але як вона могла забути про головні перемоги?
Смарагдове місто займає все більше територій, а леви і Жевуни виявилися вигнаними.
Прийшов час все виправити, але хто зможе піти проти порядку, нав'язаного Залізним лісорубом, та кинути виклик його армії?